# Margites grisescens
Margites grisescens är en skalbaggsart som beskrevs av Maurice Pic 1937. Margites grisescens ingår i släktet Margites och familjen långhorningar.
Artens utbredningsområde är Laos. Inga underarter finns listade i Catalogue of Life.